# Daniela Gotz
Daniela Gotz (Alemania, 23 de diciembre de 1987) es una nadadora alemana especializada en pruebas de corta distancia, donde consiguió ser medallista de bronce olímpica en 2004 en los 4 x 100 metros estilos.

## Carrera deportiva
En los Juegos Olímpicos de Atenas 2004 ganó la medalla de bronce en los relevos de 4 x 100 metros estilos, con un tiempo de 4:00.72 segundos que fue récord de Europa, tras Australia (oro) y Estados Unidos (plata).
Al año siguiente, en el Campeonato Mundial de Natación de 2005 celebrado en Montreal ganó el bronce en los relevos de 4 x 100 metros estilos, nadando el largo de estilo libre, tras Estados Unidos y Australia.